# Браге, Отте
Отте Браге (дат. Otte Thygesen Brahe, 2 октября 1518, замок Тостеруп, Кристианстад — 9 мая 1571, Чернан, Мальмёхус) — государственный деятель Дании.

## Биография
Родился в замке Тостеруп (ныне — Швеция) в семье Тихо Алексена Браге (ум. 1523) и Софии Руд. В 1544 году женился на Беате Билле (1526—1605). Семьи Браге и Билле принадлежали к числу самых древних и влиятельных дворянских родов Дании. Под руководством Отте был возведён фамильный замок Кнутсторп (ныне — Швеция), строительство завершено в 1550 году. У Отте и его супруги родилось 12 детей, из которых выжили восемь. Первым ребёнком была дочь Лизбет, умершая в младенчестве. 14 декабря 1546 года у Беаты родились близнецы, один из которых вскоре умер, а второй выжил и получил в честь деда имя Тихо. Впоследствии он стал знаменитым астрономом.
Отте Браге не поощрял стремления детей к знаниям, считая это пустой тратой времени. Вместо этого он обучал детей военному искусству, верховой езде, фехтованию. Отте Браге был советником датского короля Фредерика II, членом Риксрода. В конце жизни был назначен губернатором замка Хельсингборг (вероятно, благодаря влиянию министра финансов Педера Oксe). В конце 1570 года Отте Браге тяжело заболел и умер в мае 1571 года.
Его наследство включало в себя более 500 ферм, 60 особняков, 14 мельниц, фамильный замок Кнутсторп, усадьбы и дома в Копенгагене. Из-за размера наследства имущественные споры между наследниками не были урегулированы до 1574 года.